# Mecyna cocosica
Mecyna cocosica là một loài bướm đêm trong họ Crambidae.